# 米塞雷塞斯德特拉
米塞雷塞斯德特拉，是西班牙卡斯蒂利亚-莱昂萨莫拉省的一个市镇。 总面积34平方公里，总人口637人（2001年），人口密度19人/平方公里。